# Спалене Поржичи
Спалене Поржичи (чеш. Spálené Poříčí) град је у Чешкој Републици. Град се налази у управној јединици Плзењски крај, у оквиру којег припада округу Плзењ-југ.

## Становништво
Према подацима о броју становника из 2014. године град је имао 2.681 становника.